# جبل يار
جَبَل يَار (Jabal Yār) هو حقل بركاني صغير في المملكة العربية السعودية، بالقرب من الحدود مع اليمن. هذا هو الحقل الجنوبي البركاني (الشاب) في المملكة العربية السعودية. الحقل غني بالزبرجد الزيتوني.

## علم التشكل «المورفولوجيا»
يقع الحقل بالقرب من البحر الأحمر، في منطقة عسير في جنوب غرب البلاد. يحتوي الحقل على ثلاث مجموعات من البراكين («أوكواتين» و «قوماتين» و «جراتين-حراء»)('Ukwatain, Qummatain and Djar'attain-Harra).المنطقة لا تزال نشطة للغاية. إلى الجنوب من جرعتين وبينه وبين أوكواتين، توجد الينابيع الحارة.

## الانفجارات
حدث الثوران الوحيد في الحقل في عام 1810 ± 10 (أعط أو استغرق 10 سنوات). لقد كان انفجارًا صغيرًا (VEI 2) أدى إلى إنتاج تدفقات الحمم البركانية.

## روابط خارجية
- صورة لجبل يار البركاني.